# Империо (Новара)
Империо је насеље у Италији у округу Новара, региону Пијемонт.
Према процени из 2011. у насељу је живело 19 становника. Насеље се налази на надморској висини од 252 м.